# 油脂：現場
《油脂：現場》（英語：Grease: Live）是一個美國電視直播音樂劇節目，於2016年1月31日在福斯電視網播出。該音樂劇節目改編自1971年音樂劇《油脂》，由馬克·布雷特擔任執行製作人，由托马斯·凯尔執導，並由茱莉安·哈克、 亚伦·特维特和凡妮莎·哈金斯主演。
如同該節目播映之前全國廣播公司製作的類似電視直播音樂劇節目，節目將原音樂劇中的元素和歌曲與電影版《油脂》新增的元素和歌曲放在一起，與此同時亦增加了兩者均沒有的歌曲。為了在表演場地中增添「活力」，現場觀眾亦參與了音樂劇的演出。《油脂：現場》在加利福尼亞州伯班克華納影城拍攝，拍攝場地設有兩個攝影棚和外景，其中外景在拍攝時因為播放當天洛杉磯下雨的關係而受到影響。
評論界對此次節目的反應大致正面，並對該節目整體氛圍和製作風格表示讚賞。而演員的演出亦獲得肯定，並特別讚賞在播放日前一天喪父，飾演貝蒂·里索的凡妮莎·哈金斯演出時的表現。

## 歷史

### 宣佈及選角
2014年4月28日，福斯廣播公司宣佈會在2015年為1971年音樂劇《油脂》製作一部長約3小時的電視直播版本。此舉被指是對全國廣播公司製作類似節目的還擊（全國廣播公司曾經製作《仙樂飄飄處處聞》和《彼得·潘》的電視直播版本）。
2015年1月17日，霍士廣播公司宣佈女主角桑迪由茱莉安·哈克飾演，而節目會在2016年1月31日播出。根據《娛樂週刊》報道，節目原定在2015年夏季播映，但由於選角原因而延遲。2015年5月28日，霍士廣播公司又宣佈琪琪‧帕瑪會飾演粉紅女士之一的馬蒂·馬拉希諾。7月9日，霍士廣播公司宣佈亞倫·特維特和卡洛斯·佩納韋加會分別飾演男主角丹尼·佐科和肯力基兩角，其後在2015年9月30日再宣佈由卡莉·蕾·傑普森、凱特赫爾·多諾霍和大衛·德爾里奧分別飾演法蘭奇、珍和博特西三角。11月6日，霍士廣播公司再宣佈喬丹·費舍爾、安德魯·卡爾和伊薇特·冈萨雷斯-纳赛尔會分別飾演杜迪、桑尼和查查三角。

### 製作
導演托馬斯·凱爾表示，《油脂：現場》是原音樂劇及其在1978年改編的電影的結合。所以，節目除了有電影版獨有的歌曲，如由潔西 J主唱的《油脂》、《你是我想要的》和《絕望地貢獻給你》，亦包含了舞台劇版獨有的歌曲，例如《弗雷迪，我的愛》和《那些魔法改變了》。凱爾解釋，當他在構思節目的編排時，他與執行製作人馬克·布雷特和派拉蒙電影公司商討之後，決定嘗試在節目中將音樂劇版和電影版的精神結合，因為電影版《油脂》留給製作人員难以磨灭的印象。為了向曾經受到很大影響的電影致敬，於是決定製作自己的《油脂》版本。
節目中亦新增了幾首新歌曲，例如由汤姆·基特和布賴恩·約克凱為法蘭奇（卡莉·蕾·傑普森飾）一角寫下《我需要的是一個天使》一曲。喬·強納斯的樂隊DNCE亦在此節目中客串，在韋迪爾高中舞蹈晚會中飾演莊尼·加西諾和賭客。除了原音樂劇及電影中出現的《天生手捷舞》和《搖滾在這裏》之外，DNCE亦在此節目中演唱蟋蟀樂隊的《也許寶貝》，以及1950年代風格的自家歌曲《海洋的蛋糕》。在接受《滾石》訪問時，強納斯表示樂隊在紐約演出期間從製作團隊知道這個角色的。
《油脂：現場》在加利福尼亞州伯班克華納影城拍攝。拍攝場地使用了兩個攝影棚及半個外景拍攝場地，並用了44部攝影機進行拍攝。布景设计师大衛·科林斯解釋佈景會「真正展示舞台最好的一面，亦會展示影視最好的一面」。舞台採用多用途設計，以讓觀眾體會一个「身临其境」、360度的体验，同時也可讓觀眾體會传统戏剧风格的舞台。《油脂：現場》在三個拍攝場地開放給現場觀眾欣賞，現場觀眾亦會作為臨時演員在特定場景（例如在人群中）演出。凱爾按示，他想捕捉觀眾在直播舞台劇節目中的「感覺」，而這個安排也使「從真人中動力和不可否认的活力返回到直真人演出」。《荷里活報道》相信，動員現場觀眾可以將《油脂：現場》在風格上與全國廣播公司之前製作的直播音樂劇節目相區分。
在《油脂：現場》節目時段播放一個30秒鐘廣告的價格為300,000美元至320,000美元不等。可口可樂成為該節目的主要贊助商，贊助涉及在節目陳設可口可樂產品（例如飲料販賣機和餐具），以及社交媒體內容。為了迎合電視廣播規範及安抚广告商，部份歌曲作出了改動。布雷特表示此舉是為了使《油脂：現場》成為合家歡節目，但仍想保留「應有的适当隱喻」。

#### 天氣因素
由於拍攝時會用到外景，故拍攝時會受到天氣的影響，尤其是拍攝天前曾有預測指出會有100%的機會率降雨，亦有可能出現雷暴。凱爾指出節目製作時假若下雨，會作出應急安排，而布雷特則指製作團隊在拍攝前多個月已考慮下雨的可能性，而安全為最優先考慮的事情，而節目不論天氣好壞亦會繼續直播。
除了可能下雨的準備之外，強風亦構成影響節目拍攝的另一因素。在拍攝日太平洋時間下午3時，亦即開始直播前1小時，布雷特得悉外景中其中一個結構因安全理由而不能使用。到了下午3時40分，當製作團隊重新安排節目編排時，強風和雨已經停止，故決定改回使用原來的外景設定。在節目開始時亦反映了當天的天氣情況，司仪馬里奧·羅培茲開玩笑指厄尔尼诺现象成為了「特別嘉賓」，而主題曲《油脂》演唱時，演員亦要開傘子演出。天氣亦成為當天演出時的台詞。在韋迪爾高中現場廣播的一幕，麥基校長（安娜·蓋斯泰爾飾）說：「希望不會下雨。」 

#### 格雷格·哈金斯逝世
在播放日前一天，凡妮莎·哈金斯在推特宣佈其父格雷格在前一天因癌症逝世，她決定奉獻其在《油脂：現場》的演出給逝去的父親。布雷特向《娛樂一週》透露，他對哈金斯處理喪父一事的情形深感自豪，並說她知道節目仍然要做下去，於是就將她的感情投入在節目的演出，並用喪父所帶來的情緒來提升自己演出時的表現，並形容她是一個「意志坚定的年轻女子」。

## 演員
- 茱莉安·哈克飾演桑迪·楊[21]
- 亞倫·特維特飾演丹尼·佐科[22]
- 凡妮莎·哈金斯飾演貝蒂·里索[21]
- 卡洛斯·佩納韋加飾演肯力基[22]
- 卡莉·蕾·傑普森飾演法蘭奇[23]
- 琪琪‧帕瑪飾演馬蒂·馬拉希諾[24]
- 凱特赫爾·多諾霍飾演珍[25]
- 大衛·德爾里奧飾演博特西[25]
- 喬丹·費舍爾飾演杜迪[26]
- 安德魯·卡爾飾演桑尼[27]
- 马里奥·洛佩兹飾演文斯·方丹[28]
- 安娜·蓋斯泰爾飾演麥基校長[28]
- 艾麗·麥克萊莫爾飾演帕蒂·森各斯[29]
- 温德尔·皮尔斯飾演卡爾霍恩教練[30]
- 伊芙·帕朗柏飾演梅鐸夫人[28]
- 萨姆·克拉克飾演里奧[31]
- 迪迪·康恩飾演維（曾飾演電影版法蘭奇一角）[32]
- 巴里·皮爾飾演斯坦·韋弗老師（曾飾演電影版杜迪一角）[32]
- 伊薇特·冈萨雷斯-纳赛尔飾演夏琳·「查查」·迪格爾戈里奧[27]
- 诺亚·罗宾斯飾演尤金·霍茲克[31]
- 喬·強納斯飾演莊尼·加西諾 [33]
- DNCE飾演賭客[33]
- 乔恩·罗伯特·霍尔飾演湯·賜森[31]
- 大人小孩雙拍檔飾演青年天使[28]
- 潔西 J飾演《油脂》主唱[25]

## 原聲帶
《油脂：現場》的原聲帶在2016年1月31日由派拉蒙電影公司發行，原聲帶收錄直播節目中演出的歌曲。目標百貨版除了原聲帶唱片所包含的歌曲之外，亦包括額外四首歌曲，該版本在同年3月4日發行。在節目中一共演出了23首歌曲，但只有其中19首收錄在官方原聲帶唱片中。《校歌》（由安娜·蓋斯泰爾和哈尼法·伍德合唱）、《夏之夜（重奏）》（由茱莉安·哈克和亞倫·特維特合唱）、《露股》（由DNCE主唱）和《韋迪爾戰鬥歌／啦啦队选拔赛》混合曲（由艾麗·麥克萊莫爾和茱莉安·哈克合唱） 並不包括在任何版本的原聲帶唱片中。

### 歌曲
| 曲序 | 曲目                         | 主唱                         | 时长 |
| ---- | ---------------------------- | ---------------------------- | ---- |
| 1.   | 《油脂》                     | 潔西 J                       | 2:15 |
| 2.   | 《夏之夜》                   | 《油脂：現場》演員           | 3:09 |
| 3.   | 《弗雷迪，我的愛》           | 琪琪‧帕瑪                    | 3:16 |
| 4.   | 《看着我，我是桑德拉·迪伊》  | 凡妮莎·哈金斯                | 3:30 |
| 5.   | 《油脂閃電》                 | 亞倫·特維特和卡洛斯·佩納韋加 | 2:43 |
| 6.   | 《那些魔法改變了》           | 喬丹·費舍爾和亞倫·特維特     | 3:25 |
| 7.   | 《我需要的是一個天使》       | 卡莉·蕾·傑普森               | 2:22 |
| 8.   | 《美容學校輟學》             | 大人小孩雙拍檔               | 3:15 |
| 9.   | 《海洋的蛋糕》               | DNCE                         | 2:57 |
| 10.  | 《也許寶貝》                 | DNCE                         | 2:34 |
| 11.  | 《天生手捷舞》               | DNCE                         | 3:32 |
| 12.  | 《絕望地貢獻給你》           | 茱莉安·哈克                  | 3:31 |
| 13.  | 《桑迪》                     | 亞倫·特維特                  | 2:26 |
| 14.  | 《還有更糟糕的事情我可以做》 | 凡妮莎·哈金斯                | 2:35 |
| 15.  | 《你是我想要的》             | 茱莉安·哈克和亞倫·特維特     | 2:43 |
| 16.  | 《我們一起去吧》             | 《油脂：現場》演員           | 2:43 |

| 目標百貨版額外歌曲 | 目標百貨版額外歌曲                  | 目標百貨版額外歌曲 | 目標百貨版額外歌曲 |
| 曲序               | 曲目                                | 主唱               | 时长               |
| ------------------ | ----------------------------------- | ------------------ | ------------------ |
| 17.                | 《搖滾派對女王》                    | DNCE               | 2:26               |
| 18.                | 《搖滾在這裏》                      | DNCE               | 2:35               |
| 19.                | 《看着我，我是桑德拉·迪伊（重奏）》 | 茱莉安·哈克        | 2:43               |
| 20.                | 《油脂》（卡拉OK版）                | 演奏版             | 2:43               |

### 排行榜
| 排行榜（2016年）       | 最高位置 |
| ---------------------- | -------- |
| 澳大利亚唱片业协会榜   | 85       |
| 公告牌二百强专辑榜     | 37       |
| 《公告牌》原聲帶排行榜 | 1        |

## 反響
《油脂：現場》所獲評價多為正面。影評網站爛番茄根據34篇評論給予本節目91%的新鮮度，平均評分為10分中取得8.3分。Metacritic則根據22篇評論，得出100分中取得74分的平均得分，並獲得普遍好評。
《電視指南》的梅根·维克認為凱爾「调升」了電視直播音樂劇節目的標準，並認為音樂劇「成功地將《油脂》中大家期望的怀旧元素和創造出來的新體驗互相結合。舞台的設定和他們在下雨期間他們能夠完成的規模令人難以置信和印象深刻。油脂是詞，收視也很大機會是。」雖然維克亦有稱讚《我需要的是一個天使》一曲展示了卡莉·蕾·傑普森作為一個歌手的本領，但他亦認為該歌曲放在以1950年代作為背景的音樂劇上顯得過於現代。

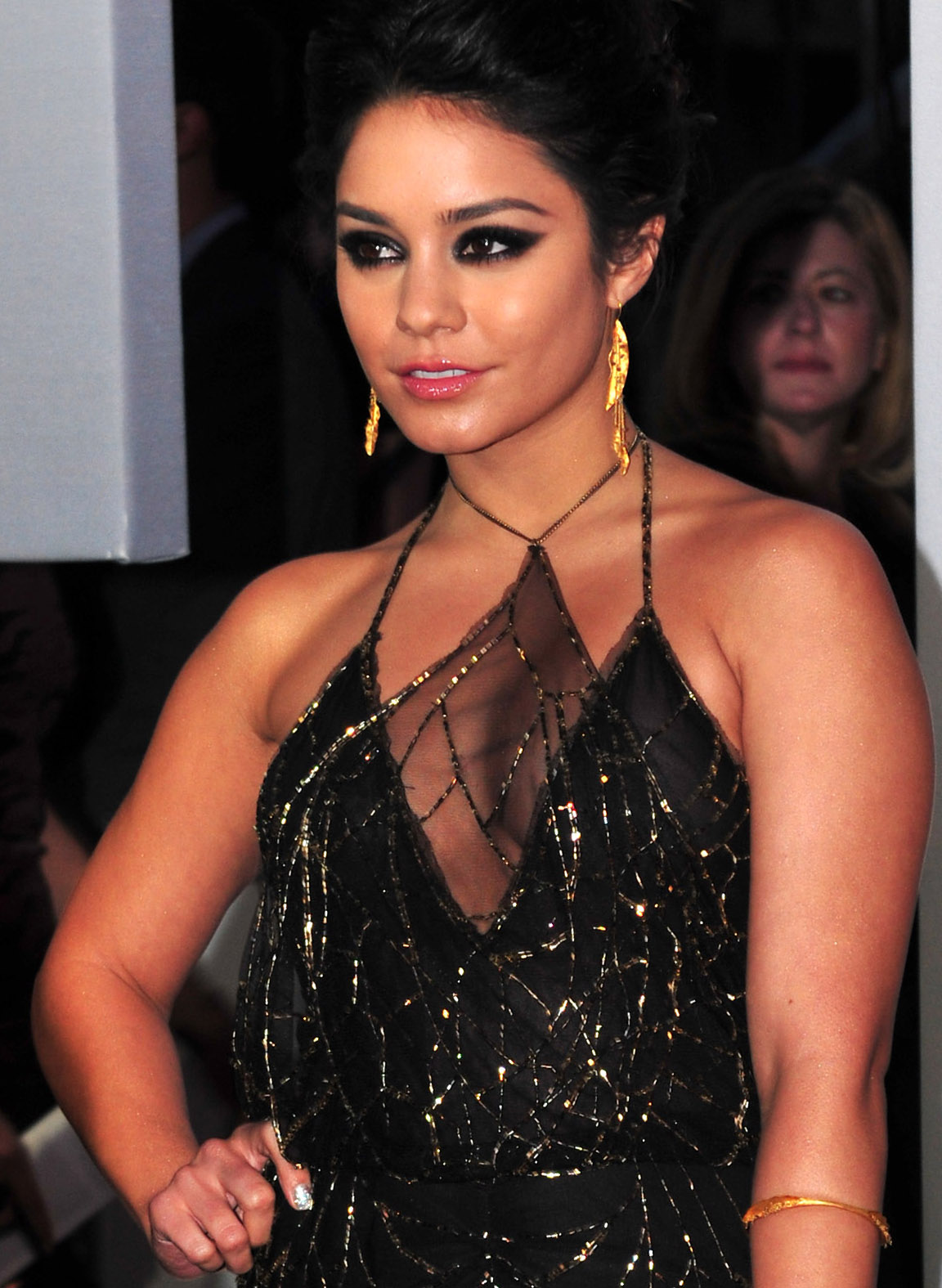
凡妮莎·哈金斯在演出前一天喪父，其當天的演出和專業精神獲得廣泛好評。

《荷里活死線》的傑里米·杰拉爾德認為《油脂：現場》「演出進展順利，在戶外最後一分鐘對開場作出改動則是對有史以來最偉大的音樂劇作出致敬的表現」，杰拉爾德亦對製作元素，例如現場觀眾及舞台設計表示讚賞。但他亦批評凡妮莎·哈金斯「偷」了表演，而亞倫·特維特和茱莉安·哈克不能更好地代入雷鳥首領和來自猶他州的甜蜜女孩的身份。總結來說，杰拉爾德認為他「從沒見過在一個節目中更多創造性互動，而此種互動足夠使更引人入勝，而觀眾在《油脂：現場》中扮演很重要的角色，再加上熱烈的掌聲，取代了以前電視直播音樂劇節目在主要情節後的靜控，亦為此種艱難的演出制訂了標準。」
《綜藝》的莫琳·瑞恩覺得哈克和特維特的演出太弱。除此之外，她亦認為播放《絕望地貢獻給你》音頻時出現問題和現場觀眾出現在部份場景過於「超現實」，但她亦認為《油脂：現場》將「大部份重要的情節都做得正確了」，並認為「動用現場觀眾、運用創意性的舞台設的計及充滿活力的拍攝工作」使節目「擁有令人印象深刻的氣勢，以至自發性」。在個人演出方面，瑞恩讚賞琪琪·帕瑪、凡妮莎·哈金斯和卡莉·蕾·傑普森唱歌方面的表現，她亦讚賞艾麗•麥克萊莫爾飾演了一個「了不起」的帕蒂，凱特赫爾·多諾霍的「传染性喜悦」和安娜·蓋斯泰爾飾演麥基校長時演繹出「精美的滑稽时刻」。總括來說，瑞恩認為「如果福斯在未來取得主角選角權，並拋棄凱爾的話，觀眾會對福斯的下一部電視直播音樂劇節目感到絕望。」《今日美國》的罗伯特·比安科指出節目幾點正面和負面的評語。雖然他讚賞配角的演出表現，但也表示此為「大幅度的簡化」。他認為原百老匯音樂劇將對1950年代所產生的愉快錯覺轉化成懷舊的墮落，使節目留下了單調的曲調。而且劇本亦在歌曲和笑話之間流失，它演得太平庸，「動力」、「令人印象深刻的」曲目變得「急需救助」的感覺。但是，他認為節目「在結尾時突然活躍起來」。

### 收視
有1218萬美國觀眾收看了《油脂：現場》，其中在18歲至49歲類別中，收視率達4.3/13，成為當晚最多人收看的電視節目。該節目亦是福斯繼《嘻哈帝国》第二季首集之後2015至2016年度電視季最高收視節目。綜合及收視人口收視亦以6%的差距（18歲至49歲類別則差距30%）擊敗全國廣播公司2015年12月的《綠野仙縱現場！》。播放期間有120萬與其有關的推特帖子發出，其中大部份都是懷念哈金斯的父親。2016年3月27日，《油脂：現場》在福斯廣播公司重播，該次重播有154萬觀眾收看。
TiVo估計哈金斯獨唱《還有更糟糕的事情我可以做》的一幕為該節目重播得最多的一幕。

## 國際播放
在加拿大，《油脂：現場》在CTV播出，並與美國同步播放。節目亦在澳洲九號電視網、英國ITV2、紐西蘭TV3、挪威FEM、丹麥TV 2 Fri、意大利Rai 4及瑞典SVT1播出。《油脂：現場》在拉丁美洲則交由福斯家庭頻道播放。

## 家庭娛樂
《油脂：現場》的DVD及數碼高解像版於2016年3月8日發行。

## 外部連結
- 互联网电影数据库（IMDb）上《油脂：現場》的资料（英文）
- 爛番茄上《油脂：現場》的資料（英文）
- Metacritic上《油脂：現場》的資料（英文）